# 飛哥與小佛相關背景事物列表
《飛哥與小佛相關背景事物列表》是迪士尼頻道的動畫飛哥與小佛中相關的場景地點和飛哥小佛、杜芬舒斯相關次要事物。

## 活動地點
飛哥與小佛的活動地點除了丹村，有時候會離開家鄉，甚至環遊世界或到太空去。

### 丹村與三州地區
位於五大湖區，在雲霄飛車一集中杜芬舒斯是把錫箔包裹在東岸，在《Dude, we're getting to the band together》已經證明三州在芝加哥附近。丹村(Danville)是製作人丹自己假想的城市，但確實在加州也有一個丹村。但疑點是為何丹村外海會有亞特蘭提斯，而且幾乎劇中有很多美國地形也是集中在此地。

#### 福林與富雷察家的房子
這裡不但是福林與富雷察家居住的地方，也安裝不少機關讓泰瑞得以隨時進入總部。
- 後院

飛哥與小佛經常在後院進行神奇發明，他們大多數時候屯積物料與打造裝置的地點都在這裡。凱蒂絲為了逮到他們，經常把琳達（凱蒂絲、飛哥和小佛的媽媽）拉到這裡來。後院也像其它地方安裝機關，可以連接到總部。
- 凱蒂絲的房間

由於凱蒂絲迷戀杰洛米，她在房間內放置大量和杰洛米有關的物品，包括自己製作的拼貼作品，甚至擺祭壇。
- 密室

在第一季《I, Brobot》出現。凱蒂絲受到驚嚇的時候躲進裡面，抱著米金斯尖叫。房間裡可以看到「THE PANIC ROOM」的字樣。

#### 其他人的住所
- 杜芬舒斯博士的邪惡企業

紫色的大樓，杜芬舒斯住的地方，位於頂樓，上面的半圓頂能打開，也是杜芬舒斯經常與泰瑞交手的地方。泰瑞闖進去的時候如果不是經由陽台，常打破門或牆壁進去。
在下面樓層中還有分租給人的。縮小終結者是常常被放在陽台上的機器，啟動開關長得像電燈開關，所以杜芬舒斯博士把電燈開關做的十分顯眼（一根很長的控制竿，插在地上），但還是有人（包括傑若米與杜芬舒斯博士本身）將其開關和電燈開關搞錯。

#### 營業場所
- 冰沙小狗先生

在《Raging Bully》出現過，是杰洛米打工賣熱狗的地方。凱蒂絲在大商場的時候也看到杰洛米在那裡。
- 保羅班恩鬆餅店

在《Greece Lightning》出現，是古希臘賽車安排的一站，販賣食物。廣告詞「保羅班恩，食物好吃，不是很好吃？」，門口的兩個吉祥物其實是在影射美國神話傳說裡的巨人樵夫保羅班揚(Paul Bunyan)與他的愛牛
- 小杜飛之家

迷你高爾夫，原本預定休館，飛哥與小佛的新設備從天而降後，重新開張。
- 泥巴小丑漢堡店

有多家分店的漢堡店，門口放置的小丑像會反複播放主題曲。由於主題曲受到杜芬舒斯厭惡，杜芬舒斯偷走小丑像計畫編自己的邪惡歌曲放進去。莫來管表示沒有泥巴小丑的主題曲他和很多人都缺乏食慾，要泰瑞去調查並阻止杜芬舒斯。
- 保齡阿嬤

保齡球場，勞倫斯和琳達曾去那裡打保齡球。
- 谷哥複合商場

位於丹村的商場或大賣場，經常出現，常舉辦各種活動，例如音樂選拔會或加斯頓樂模的服裝伸展秀
有時飛哥與小佛的發明也會無意間出現在這裡，譬如超大保齡球在商場裡亂滾像個超大彈珠台。

#### 公共設施
- 博物館

有時候福林與富雷察家會到博物館參觀，其中的時光機就被飛哥與小佛使用不只一次。

### 丹村外
- 拉西莫山

美國著名總統岩的地點。在《Candace Loses Her Head》，飛哥與小佛把凱蒂絲的臉刻在這裡慶祝凱蒂絲的生日。
- 甘德羊起司

杜芬舒斯在《Raging Bully》對泰瑞提到自己的第一次生日就是在這裡辦的，是杜拉手絲汀鎮最好的起司店。但是生日派對只有少數來賓。
- 火星（Mars）

飛哥與小佛幫巴捷蓋了火星傳送門。凱蒂絲因為朋友不理她，自己透過傳送門跑到火星。這邊也有火星人，但是探測器總是沒拍到。甚至凱蒂絲看到探測器要求救，觀察員也剛好轉過頭去並關閉連線。
火星人為綠色的三眼生物，供奉凱蒂絲為女王，甚至蓋了許多凱蒂絲的雕像，各個體的結構類似但面容差異大，由可以大四結合微巨型單一個體而言應該為無脊椎生物。
- 倫敦（London）

倫敦是小佛的祖父母住的地方。在第二季《Elementary My Dear Stacy》福林與富雷察家和史黛西到倫敦，凱蒂絲和史黛西看完福爾摩斯小說後，凱蒂絲拉著史黛西想要模仿福爾摩斯去逮飛哥與小佛。
- 巴黎（Paris）

在《Phineas and Ferb: Summer Belongs to You!》杰洛米人在巴黎，凱蒂絲為了見到杰洛米而加入飛哥與小佛一天內環遊世界得到最長的一天的計畫。伊莎貝拉在大家停靠巴黎時因為飛哥對她沒反應只想著工程的事感到難過，後來發現飛哥根本就不是不懂浪漫而憤怒。布佛也是在巴黎展現自己會說法文，但是他警告巴捷不能說出去。
- 東京（Tokyo）

在《Phineas and Ferb: Summer Belongs to You!》飛哥與小佛的隊伍停靠在東京，遇到史黛西的日本親戚。其中史黛西的奶奶在這裡開炸天婦羅餐廳，讓飛哥與小佛可以利用那些回收的炸油為飛機補充生質能源。小佛也在這裡展示自己的日文能力。凡妮莎在這裡原本要好好來個父女日，看到杜芬舒斯帶著莫來管隊長後決定和經過這裡的小佛離開。
- 喜馬拉雅山

飛哥與小佛在《Phineas and Ferb: Summer Belongs to You!》因為中途加入凡妮莎，造成燃料不足降落在喜馬拉雅山。但是這裡住著巴捷的叔父，原本的飛機因此改用大橡皮球的彈跳前進。
- 屬於飛哥的一顆星

勞倫斯在《Out to Launch》買披薩時的贈品，是送給飛哥、小佛、凱蒂絲的一顆小行星。飛哥一開始對贈品有些失望，後來提議和小佛一起到那顆屬於自己的小行星看看。凱蒂絲到那裡的時候，飛哥與小佛已經在上面接管一間奶昔吧。
在後來布佛尋找一種外星生物:鯨鶴(whalmingo)時用飛哥與小佛的望遠鏡也有觀測到，看起來經營有佳。
- 月球（Moon）

在《Moon Farm》一集飛哥與小佛要到月球，被凱蒂絲質疑連火星都到過卻把目標縮短到月球。但是他們的目的是要利用月球的低重力環境，在這裡用牛奶製作冰淇淋可以混合更均勻。

### 未知或不一定
- 老舊廢棄的「老舊廢棄遊樂園」

最後的「葫蘆子樹」就在這裡。因為已經老舊廢棄了，所以叫老舊廢棄的「老舊廢棄遊樂園」。名字叫老舊廢棄遊樂園。

## 機器或物件

### 飛哥與小佛的作品
- 雲霄飛車

飛哥與小佛在第一季《Rollercoaster》的暑假第一天建造的。在第二季《Rollercoaster: The Musical!》再建造一次，不過建造時改成邊唱邊做。在《米羅的莫非命運》第一季第7集提到由于云霄飞车掉落在了梅丽莎的后院导致她开始对云霄飞车有着恐惧心理。
- 鬼屋

飛哥與小佛在《One Good Scare Ought to Do It!》為了「嚇跑」伊莎貝拉的打嗝在後院建造。除了他們安排的嚇人機關，還找大家各自以內心的恐懼進行打扮。
- 變形飛哥小佛

飛哥與小佛在第一季《I, Brobot》，為了幫他們做更多暑假想做的事。對咖啡因過度敏感，只有唱歌時才會發出聲音。最後全被聖誕老人吸走，電影版數目俱增，為打倒諾姆軍團的主力之一。第三季變形小佛再次登場。
- 變形絲絲

凱蒂絲複製機器人。琳達不小心把凱蒂絲的相片掉入飛哥小佛的機器人製造機而誕生。下場不明。
- 縮小潛艇

飛哥與小佛在《Journey to the Center of Candace》結合潛艇和縮小裝置的作品，為了潛入小粉體內取出伊莎貝拉被小粉吞下的徽章腰帶。
- 麥克貴格峽谷

飛哥與小佛在《The Flying Fishmonger》為了滿足富雷察爺爺年輕時無法飛越麥克貴格峽谷的遺憾，特地在後院仿照真正的地形挖掘一座麥克貴格峽谷，還改良富雷察爺爺的車。
- 神奇陽光3000

飛哥與小佛在第二季《Phineas and Ferb: Summer Belongs to You!》建造在一天內環遊世界的裝置，凱蒂絲為了見到在巴黎的杰洛米也加入旅程。
- 大彈簧

飛哥與小佛在《A Real Boy》建造的遊樂設施，讓坐在裡面的人可以被彈到自己不知道的地方再回來，而且什麼時候進行下一次彈跳也無法預知。凱蒂絲這次帶琳達來逮飛哥與小佛，原本琳達應該看見了，卻因為被「算了吧你終結者」影響一再被消除記憶。
- 空氣投影機（Stratospheric Ionizer）

飛哥與小佛在《Mommy Can You Hear Me?》為了幫太空人賽給慶祝生日而建造，可以接收到說話聲音後轉變成現形的文字送到太空。
- 免停車休息站

飛哥與小佛在《Road Trip》建造的餐廳。凱蒂絲對長途的公路旅行感到厭煩，但是提到還好沒有遇到令人討厭的公路餐廳。飛哥與小佛就在旅行車頂建造一座餐廳，不少駕駛光顧。凱蒂絲跑過去逮他們的時候客人對凱蒂絲點餐，凱蒂絲就不自覺當起服務生。
- 大老鷹[1]（The Beak）

飛哥與小佛在暑假中嘗試想當超級英雄而建造的操作行機器人,整體分成兩半,頭的部分是飛哥操作,腳的部分則是小佛。

### 凱蒂絲的所有物
- 米金斯先生

凱蒂絲的破舊熊玩具。凱蒂絲會和他自言自語。
- 柯夢潑蛋

一本少女雜誌，在《Cheer Up Candace》出現。凱蒂絲看了這本雜誌以後，為了杰洛米取消約會而心情低落。最後在知道杰洛米是為了抽時間賺更多錢給她驚喜，在馬車上丟了那本雜誌。
- 班格魯

凱蒂絲和史黛西在第二季《The Chronicles of Meap》訂購的絨毛娃娃，造型是取兩種動物混合。凱蒂絲要和史黛西去參加班格魯的同好大會，卻對自己收到的「牛蛙先生」大失所望。後來因為米普被史黛西認為是改造過的班格魯，決定帶米普去大會並將「牛蛙先生」丟到垃圾桶。「牛蛙先生」隨即被米普在凱蒂絲和史黛西沒注意到的情況下給破壞。
- 瑪麗麥葛芬（Mary McGuffin）

凱蒂絲小時候常玩的娃娃，在第二季《Finding Mary McGuffin》被勞倫斯在二手貨拍賣不小心賣給杜芬舒斯，飛哥與小佛扮偵探追蹤。這個娃娃被杜芬舒斯送給凡妮莎，但是不久又被淑琳當不要的舊貨送走，所以除了凱蒂絲、飛哥與小佛，連凡妮莎也加入追蹤。最後落到一個小女孩手上，凱蒂絲看了開心的小女孩說自己玩這個也太老了放棄並離開。凡妮莎想到是父親送的，伸手搶回留那個小女孩在原地哭。事後凡妮莎在電話和杜芬舒斯談到這件事，杜芬舒斯說凡妮莎夠邪惡讓他感到驕傲。
- 蜜桃鴨鴨系列商品

蜜桃鴨鴨是凱蒂絲從小就喜歡的卡通，因此收集不少相關的系列商品，如玩偶和盤子。儘管凱蒂絲已經成為青少年，對蜜桃鴨鴨的熱愛仍舊。但是擔心被嘲笑，只有隱藏起來。在《Nerds of a Feather》的影迷劇會，凱蒂絲刻意套上蜜桃鴨鴨的巨大服裝隱藏身分到現場購買限量盤子。

### 其它物品
- 人造衛星

除了在第一季《Rollercoaster》出現以對應凱蒂絲一開始和琳達的對白，也在許多集數出現。在劇情上常見的效果是杜芬舒斯的終結者發射有影響力的光束後，折射光束影響飛哥與小佛的作品。
- 蘇打粉火山

杜芬舒斯小時候參加科展，最後總是被蘇打粉火山打敗。就算改參加文學比賽，還是詭異地敗給蘇打粉火山。在第一季的《Unfair Science Fair》，杜芬舒斯決定自己建造一個大型的蘇打粉火山參賽。最後蘇打粉火山爆炸，杜芬舒斯也被火星傳送門送到火星。在《Unfair Science Fair Redux (Another Story)》的最後看到火星人拿王冠，以為是要為他加冕，結果是給火星人科展出現的蘇打粉火山。
- 小捷

一點也不幽默的腹語術玩偶。巴捷的表演道具，為了配合飛哥與小佛讓凱蒂絲開心的計畫。
- 布隆尼

出現於第二季。杜芬舒斯的氣球。杜芬舒斯小時後只能當土地公，飄走後被米契拿走，改名為柯林。
- 永恆皮傻（Pizzazium Infinionite）

在劇情設定中是於1894年由探險家於阿帕拉契小徑發現的元素，並在1940年代被認為可以當強大的能源。影片中以符號「Pzl」表示，原子序104，原子量261。特務P、杜芬舒斯、凡妮莎、小佛、布佛、巴捷、凱蒂絲及史黛西，為了搶奪它而競爭。
註：皮傻（Pizza）即意大利食物披萨。現實中原子序104的元素為鑪（Rutherfordium），符號Rf，質量數260，標準原子量267，於1966年發現。
- 繩花（Aglet）

鞋帶前端的小塑膠套，但是被大家遺忘其名，出現在第二季《Tip of the Day》。勞倫斯玩填字的時候遇到這個問題，飛哥與小佛找巴捷查到繩花名字的答案，覺得應該讓大家記住名字辦了包括演唱會在內的宣傳活動。凱蒂絲很反感，而且總是記不住名字。最後杜芬舒斯意外刪除大家對繩花的記憶和資訊，凱蒂絲因為沒記住而不受影響，到最後成了唯一在乎繩花名字的人。
- 爆破果汁（boom juice）

杜芬舒斯在第三季《Road Trip》訂購的易爆果汁，在公路上親自運送。根據杜芬舒斯所說，以前他建造終結者的自爆裝置都和爆破果汁有關係。在派瑞前來干預的時候杜芬舒斯困住派瑞，後來和派瑞纏鬥時把車連上福林與富雷察家的車，響起警報時把警報聲關小認為問題解決。最後卡車掉下山谷，引起大爆炸。
- 超級多用途終結者

杜芬舒斯在第三季《Tour de Ferb》提到他以前想要在網路購買的機器，因為那剛好是他祖母的小名。可是在要點選的時候電腦螢幕冒出廣告視窗，造成他沒買到。
- 縮小終結者

杜芬舒斯放在陽台上的終結者，上面貼滿便利貼，提醒他要拔插頭。